# Admiralty Island (Nunavut)
Admiralty Island (engl. für „Admiralitäts-Insel“, Inuktitut Qikiqtagafaaluk) ist eine unbewohnte, irregulär geformte arktische Insel in der Kitikmeot-Region des kanadischen Territoriums Nunavut.
Sie liegt in der Victoria Strait, südlich der Collinson Peninsula von Victoria Island und östlich der Albert Edward Bay.
Die Fläche der Insel beträgt 171 km², nach anderen Quellen 173,6 km².